# Desdemona (zespół muzyczny)
Desdemona – polska grupa muzyczna, która powstała 1996 roku w Polkowicach, wykonująca gothic metal, z wpływami muzyki elektronicznej i industrialu. W listopadzie 2000 roku nakładem wytwórni muzycznej Morbid Noizz Production ukazał się debiutancki album grupy zatytułowany Stagnacja, tego samego roku z grupy odeszła wokalistka Joanna Radłowska, którą zastąpiła Agata Pawłowicz. Debiutancki album grupy w 2001 roku ukazał się również w Japonii nakładem Black Wings Records.
W 2003 roku ukazał się drugi album pt.  s.u.p.e.r.N.O.V.A. zarejestrowany w częstochowskim Studio 333 wydany przez Metal Mind Records. Wydawnictwo było promowane podczas objazdowego festiwalu Dark Stars Festivals, gdzie zespół wystąpił wraz z grupami Moonlight, Artrosis, Delight oraz Fading Colours. Rok później ukazał się trzeci album Version 3.0. W 2005 roku ukazał się pierwszy album DVD zespołu zatytułowany LIVE 3.0 zarejestrowany w krakowskim studiu TVP. W 2008 roku po siedmiu latach w zespole odeszła wokalistka Agata Pawłowicz, którą zastąpiła Agnieszka Leśna.
Z Agnieszką Leśną grupa rozpoczęła prace nad nową płytą. Pierwszy utwór promujący wydawnictwo, zatytułowany „Bring In All” został opublikowany 28 października 2011roku. Pół roku później, 25 maja 2012 roku nakładem Danse Macabre Records ukazał się czwarty album formacji zatytułowany Endorphins. W październiku 2012 roku został opublikowany teledysk do utworu „In Flames”. W lipcu 2013 roku do zespołu dołączył pierwszy w historii działalności zespołu - perkusista Damian „Francuz” Krawczyk.

## Muzycy
Obecny skład zespołu
- Krzysztof Chorąży – gitara (od 1996)
- Robert Pląskowski – keyboard (od 2003)
- Damian „Francuz” Krawczyk – perkusja (od 2013)
- Izabela Szturemska - wokal (od 2016)
- Łukasz Szturemski - bas (od 2016)
- Michał „Misha” Czwertlik - oświetlenie (od 2000)

Byli członkowie zespołu
- Agnieszka Leśna – śpiew (2008-2015)
- Szymon Świerczyński – gitara basowa (2005-2015)
- Mariusz Frąszczak – gitara basowa (2000-2005)
- Michał Odachowski – gitara (1996-2004)
- Dawid Marków (zmarły)[1] – keyboard (1998-2001)
- Marcin Jędrzejczak – keyboard (2001-2003)
- Joanna Radłowska – śpiew (1998-2001)
- Agata Pawłowicz – śpiew (2001-2008:2022)

## Dyskografia
- Stagnacja (2000, Morbid Noizz Production; 2001, Black Wings Records)
- s.u.p.e.r.N.O.V.A. (2003, Metal Mind Records)
- Version 3.0 (2004, Metal Mind Records)
- Endorphins (2012, Danse Macabre Records)[6]

## Wideografia
- LIVE 3.0 (DVD, 2005, Metal Mind Records)

## Teledyski
- „XI IX”  (2003, reżyseria: Łukasz Jankowski)[7]
- „Bring In All” (2011, reżyseria: Patryk Madej)
- „In Flames” (2012, reżyseria: Facepalm Fiction)